# Памятник адмиралу Кьянтивонгу
Памятник адмиралу Кьянтивонгу — бронзовая статуя адмирала тайского Королевского флота Апакона Кьянтивонга — принца Чумпхона, установленная на каменном постаменте на высоком естественном холме Пратамнак в городе Паттайя, на высоте 98 метров над уровнем моря.

## Описание и расположение
Памятник является одним из более 200 монументов адмиралу принцу Кьянтивонгу по всей стране, но наиболее известным среди всех. Связано это с тем, что в 40 километрах южнее Паттайи расположена главная военно-морская база Таиланда — «Саттахип», которую в 1922 году основал адмирал. Он же известен как основатель и первый командующий тайского Королевского флота.
20 ноября — в «День военно-морского флота Таиланда» и 19 мая — в день памяти адмирала Кьянтивонга у памятника проводятся торжественные построения частей флота, отдаются воинские почести. Часто на мероприятиях присутствуют делегации иностранных моряков.
Особенностью расположения памятника является его нахождение на высоком холме Пратамнак, самой высокой точке города. Отсюда открываются отличные виды на Сиамский залив, остров Лан, пляжи Паттайя-бич и Пратамнак, на всю центральную часть города.
Скульптура адмирала установлена на массивном прямоугольном постаменте облицованном чёрным мрамором в окружении фигур солдат. Адмирал представлен в парадном мундире при всех регалиях. Общая высота композиции составляет более 15 метров.
Возле памятника оборудована обширная площадка оформленная в виде носа корабля. На импровизированном носу корабля и на мачте позади памятника постоянно подняты флаг и гюйс кораблей военно-морских сил Таиланда.
Около входа на площадку продают благовония и алые розы, которые тайцы и некоторые туристы покупают и преподносят к подножью монумента.
Неподалёку от памятника расположено небольшое кафе, где можно приобрести кофе и охлажденные напитки. На холме также имеется сувенирный магазин, в котором продаются статуэтки с изображением великого адмирала, открытки и книжки с историей его жизни.

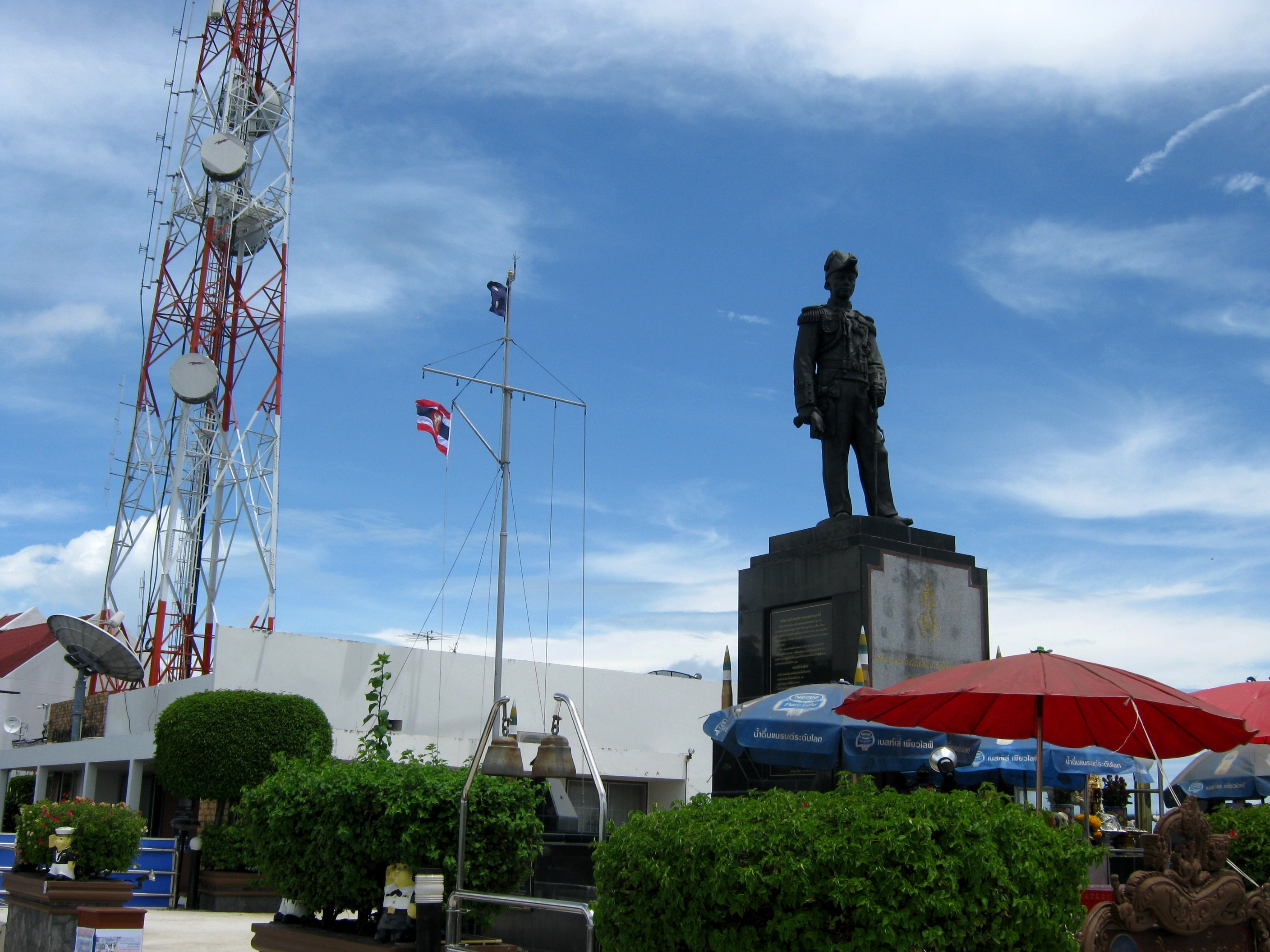
Общий вид памятника
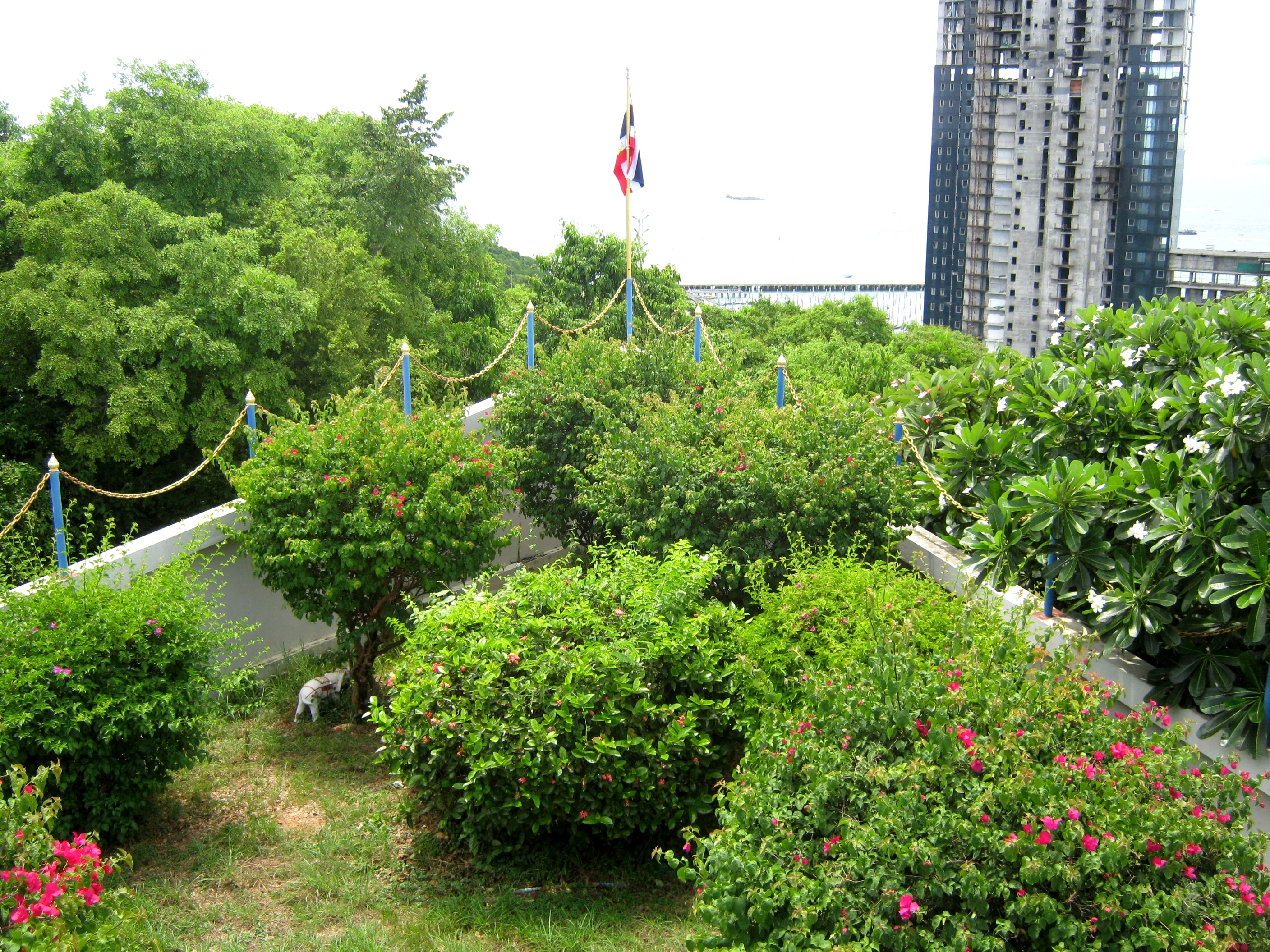
Импровизированный нос корабля
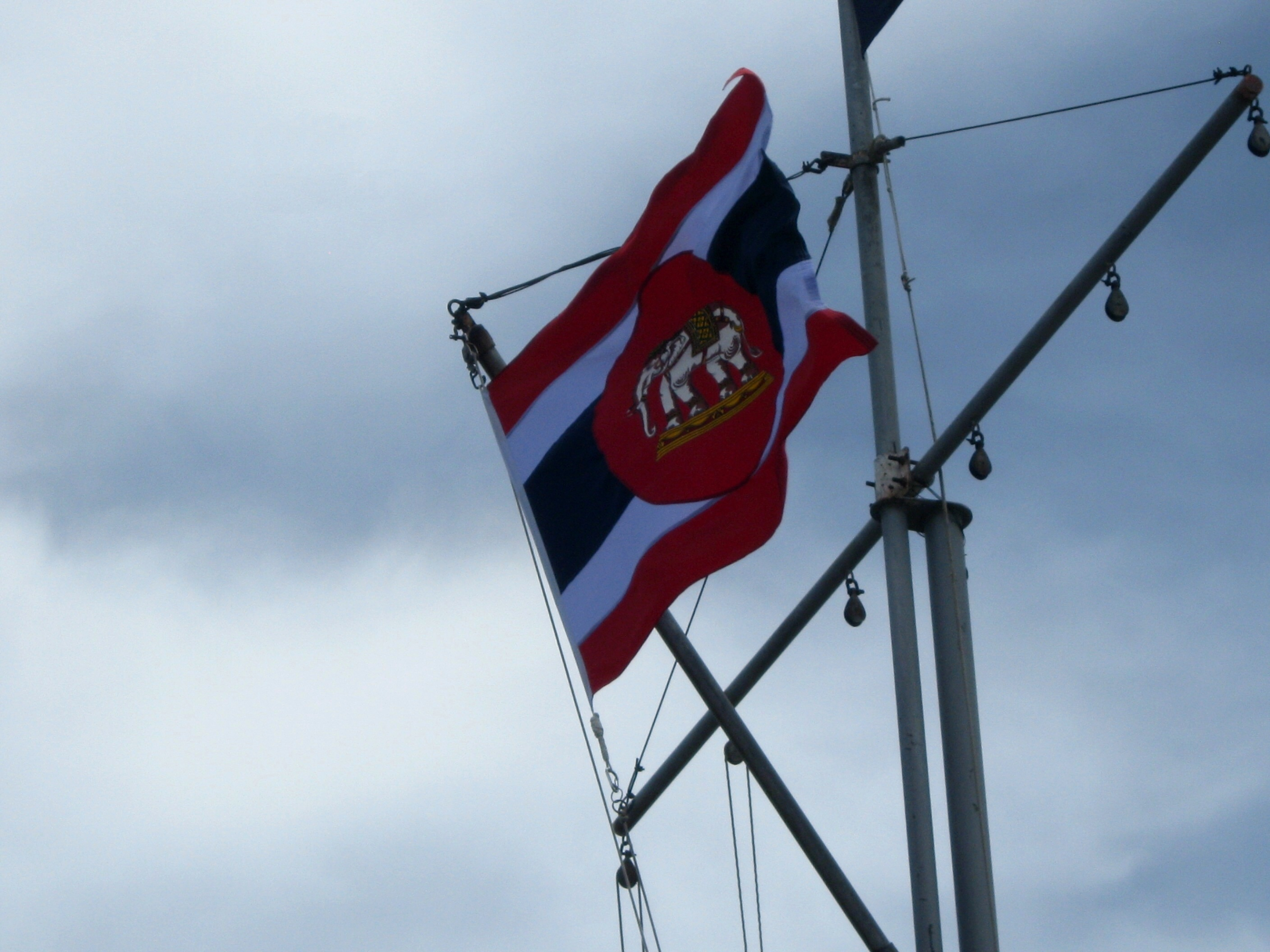
Флаг ВМС Таиланда на мачте за памятником
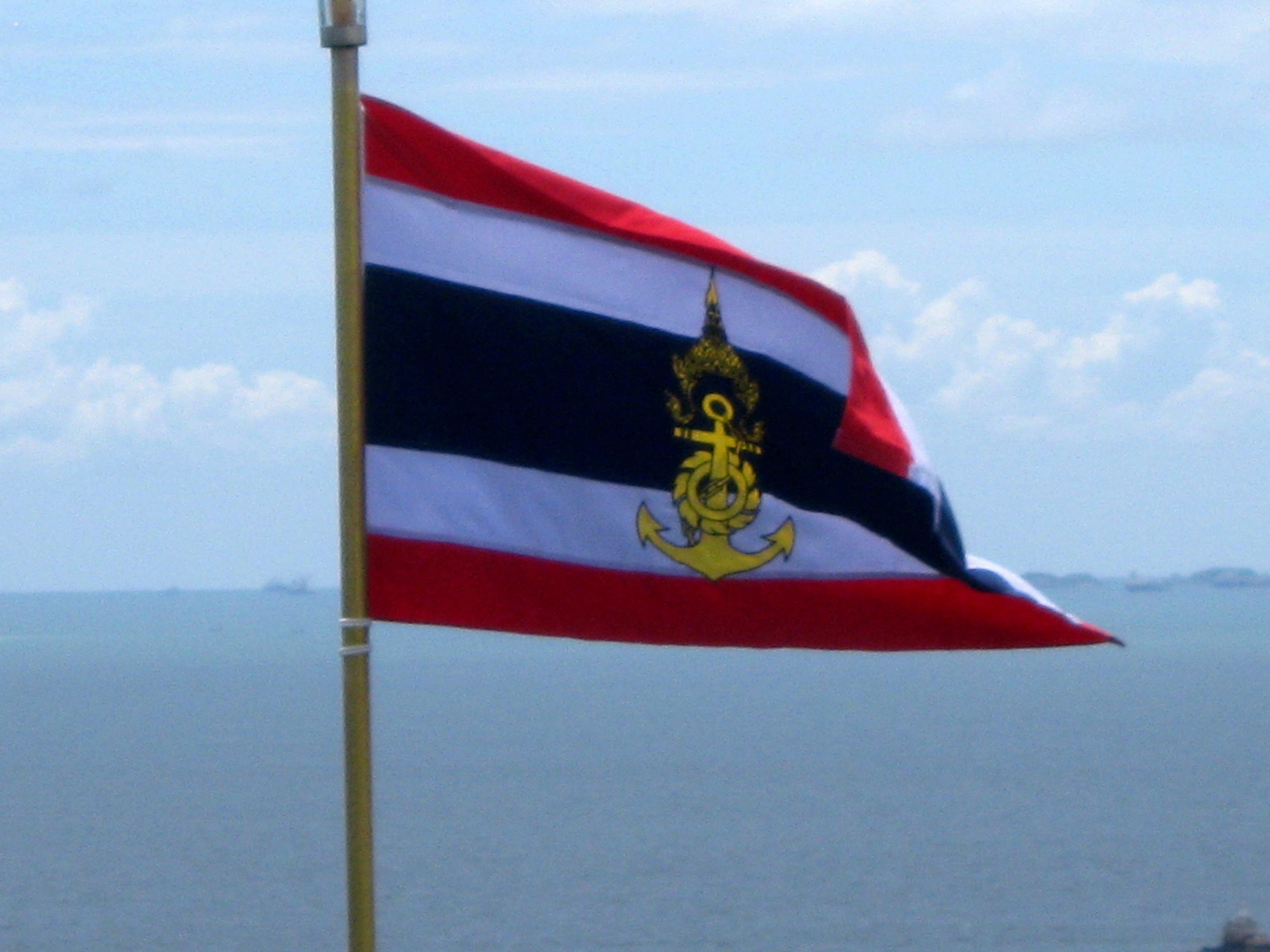
Гюйс ВМС Таиланда на носу корабля